# Venenum
Venenum ist eine bayerische Death-Metal-Band aus Schwabach, die 2008 gegründet wurde.

## Geschichte
Die Band entstand 2008 nach dem Zerfall der Gruppe Excoriate. Bis Ende 2010 verbrachte die Band fast nur ihre Zeit damit, ihre Besetzung zu komplettieren. Anfangs belegte noch der Excoriate-Schlagzeuger Sebastian Engelhardt diesen Posten bei Venenum, Ende 2010 wurde er dann durch F.J.L. ersetzt. Im selben Jahr stieß auch der Bassist und Sänger F.S.A. hinzu. Ihre erste selbstbetitelte EP nahm die Band in ihrem eigenen Proberaum auf, ehe das Material zu Patrick W. „A.O.D.“ Engel geschickt wurde, der es abmischte und masterte. Die Aufnahmen hatten sich etwas in die Länge gezogen, da die Mitglieder teils recht weit auseinander wohnten. F.S.A. wohnte beispielsweise in Österreich. Die EP erschien 2011 bei Sepulchral Voice Records. Im Oktober 2011 hielt die Band einen Auftritt ab, bei dem sie unter anderem zusammen mit Asphyx und Death Strike auftrat. Im Februar 2012 spielte die Band zusammen mit Asphyx in Brüssel. Im selben Jahr war die Gruppe auf dem Hell’s Pleasure Festival und dem Party.San vertreten. 2013 war die Band auf dem Raging Death Date Festival und dem Hamburger Hell over Hammaburg zu sehen. 2017 wurde über Sepulchral Voice Records das Debütalbum Trance of Death veröffentlicht. Die Band kann nun dynamischer agieren, da F.S.A. nach Deutschland gezogen ist.

## Stil
Laut Nathaniel Colas von voicesfromthedarkside.de behandeln die Texte der Band keine typischen Death-Metal-Themen. Vielmehr seien sie mystisch und tiefgründig. Die Mitglieder seien Fans von Rock der 1970er Jahre, Proto-Hard-Rock sowie Power- und Speed-Metal der 1980er Jahre. Speziell möge die Gruppen Bands wie Uriah Heep, Powerlord, Atomic Rooster, The Crazy World of Arthur Brown, Dust und Coven. Björn Thorsten Jaschinski vom Rock Hard schrieb in seiner Rezension zur Debüt-EP, dass diese aus überlangen Songs, die durch kurze Zwischenspiele getrennt seien, bestehe. Insgesamt sei „finsterster, nach Schwefel riechender Death Metal der alten Autopsy-Schule, gepaart mit schwarzen Thrash-Attacken und einem Hang zur Epik“ zu hören. Die Songs seien rhythmisch abwechslungsreich, wobei es aggressives Stakkato statt Grindcore-Passagen gebe. Ein paar Ausgaben später merkte Götz Kühnemund in einem Interview mit der Band an, dass sie stilistisch näher an Watain als an Venom angesiedelt sei. Ein paar Jahre später interviewte Sebastian Schilling in demselben Magazin F.S.A. Laut Schilling wird in einigen Songs der Hard-Rock- und Progressive-Rock-Einfluss deutlich, sodass Gemeinsamkeiten zu Grave Miasma, Vircolac, Tribulation und Ketzer entstünden. Auf dem Debütalbum behandele man das Thema Tod, was auch am Titel des Albums, wenn man es als Akronym sehe, deutlich werde. F.S.A. meinte, dass die Texte „zum Großteil eine Reflexion der Musik [sind] und beschreiben die Atmosphäre und Emotionen, die wir damit verbinden“. In derselben Ausgabe rezensierte Schilling Trance of Death und stellte fest, dass hierauf „Death Metal mit knarzigen Rock-Versatzstücken und psychedelischen Effekt-Sounds“ kombiniert wird und zog Vergleiche zu Tribulation, Ketzer und Morbus Chron. Besonders gelängen der Gruppe die „nahtlosen Übergänge zwischen derbem Geprügel und extrem geschmackvollen, düsteren Psychedelic-Parts“, wobei den Songs ein „Back-to-the-roots-Sound“ innewohne.

## Diskografie
- 2011: Venenum (EP, Sepulchral Voice Records)
- 2017: Trance of Death (Album, Sepulchral Voice Records)